# Moussa Sangare
Moussa Sangare (* 11. Januar 1958 in Bamako) ist ein ehemaliger malischer Boxer.

## Werdegang
Bei den Olympischen Sommerspielen 1980 in Moskau startete Sangare im Bantamgewicht. Er belegte den geteilten 32. Rang. Er verlor in der ersten Runde gegen Lucky Mutale aus Sambia.